# 我和他都是新郎。
《我和他都是新郎。》由關西電視台制作，2022年3月14日（13日午夜）在部分富士电视台播出 。由葉山獎之和飯島寬騎主演。叶山饰演小学教师濑户亮介，饭岛饰演柠檬农夫相川瑞樹，描绘了一对同性恋夫夫结婚当天發生的事的浪漫喜剧。
本劇所有拍攝地都位於廣島，婚礼部分於广岛格兰王子大饭店的婚礼教堂拍攝，而亮介和瑞樹重逢的相川家的柠檬农场是在尾道市的柠檬谷，兩人相遇的海灘則是附近的瀨戶田日落海灘。

## 播出时間
- 周一0:30 - 1:29（周日午夜，日本标准时间）

## 故事簡介
在面朝美丽的濑户内海婚礼殿堂，同样穿着燕尾服的濑户亮介和相川瑞树这对同志情侶即将舉行婚禮，受邀请的有他们的父母、家人、同事、前恋人和青梅竹马。 但在婚禮開始之前，亮介才向瑞樹坦白，他尚未向父母出櫃，父母都以為他是要跟女生結婚！而婚禮剛開始，瑞樹的前男友又作出爆炸性發言......婚禮要怎麼繼續？两人能得到大家的祝福，完成婚禮嗎？

## 故事
(以下含劇透)
故事以婚禮過程為主線，中間以閃回方式回溯主角亮介和瑞樹的相遇和交往過程。
三年前，在面對著濑户内海的海灘上，小學教師濑户亮介在清理沙灘上的垃圾，為第二天帶學生來郊遊作準備。年輕的相川瑞樹向他搭話，詢問他有沒有見過他丟失的耳環，他說耳環是前男友送的。亮介於是幫他一起找，最後終於在日落時分找到了耳環，並交給瑞樹。
一年後，在自己家的檸檬農場工作的瑞樹，又跟帶學生來參觀的亮介再遇了，兩人互有好感，最後亮介向瑞樹表白，兩人開始了交往。
又過去了一年，兩人約會的時候，亮介因為瑞樹仍珍惜著前男友隼人送的耳環而提出質疑，瑞樹解釋耳環的意義已經改變了，因為耳環正是他們相識的契機，隨後又表示他和以往的男友都常常因為這些理由吵架，跟隼人分手也是因為隼人懷疑他出軌，他認為是因為男人與男人之間友情和愛情的界線太模糊了，也不像異性戀人般可以結婚、可以在親友面前宣誓忠誠，亮介聽到之後，就順勢向他求婚，表示雖然沒法真正結婚，但還是可以舉辦婚禮。
時間來到婚禮當天，兩人換上燕尾服準備行禮，雙方的父母也終於首次見面，然而亮介向瑞樹和婚禮策劃人坦白:他仍未向父母出櫃，父母都以為他是要跟女生結婚。
原來，當天亮介向父母表示自己要結婚，並把自己與瑞樹和其家人的照片給父親看，父親卻以為他的結婚對象是照片中唯一的年輕女性，即瑞樹的妹妹，亮介找不到機會解釋，只好順勢由得父母誤會，繼續籌備婚禮。
在婚禮會場，父母終於知道亮介的結婚對象是男人，亮介的父親剛志非常生氣，並表示不接受，要亮介取消婚禮，亮介謊稱在場所有親友（除了父母和祖母)都知道瑞樹是男人一事，而且都會祝福他們，父親雖然有質疑，但仍然留了下來。
婚禮繼續進行，但事實上亮介一方的親友對瑞樹的性別全不知情，儘管主持努力讓婚禮順利繼續，婚禮氣氛仍是異常尷尬，而瑞樹的前男友隼人在發言時更向瑞樹要求復合，令場面更加混亂。
後來，瑞樹決定放棄，換上便服準備離開會場......

## 人物
濑户亮介 <27>
葉山獎之 饰演
小学老师，本劇劇情發生的三年前，他正在为第二天的小学郊游打扫海滩时，第一次遇到瑞樹，瑞樹正在寻找他掉落的耳环。送耳环的人是他的前男友，也就是说，瑞樹是个gay，亮介并没有用好奇的眼光看他，還幫他一起找到他的耳環。一年後，他们在瑞樹父母的柠檬农场再次相遇，两人被对方吸引并开始交往。然而，即使即將举行婚礼，他卻仍未有向周围的人出櫃。
相川瑞樹 <24>
饭岛寬騎 饰演
準備與亮介结婚的同性恋柠檬農夫。一年前，因為他認為自己过去的所有感情——包括與因怀疑他出轨而分手的前男友夏目隼人——都酸溜溜的沒有好結果，又表達了对男人之间的婚姻有着向往，於是亮介順勢向他求婚，他也喜出望外地答應了。但就在婚礼前夕，亮介告诉了他令人震惊的真相：他还没告诉父母自己要跟男人結婚。 性格直爽毒舌，也有专情的一面。
濑户刚志 <59>
小市慢太郎 饰演
亮介的父亲。公務員，個性嚴謹古板。与瑞樹善解人意的父母不同，他拒绝接受自己的兒子亮介是同性恋，执意要他們取消婚礼。
濑户绫子 <59>
大岛雅子 饰演
亮介的母亲。和 刚志一样，以為亮介的结婚对象是瑞樹的妹妹。
濑户タエ <85>
izz 饰演
亮介的祖母，比起亮介的父母，更欣然接近這場同性婚禮。
相川正男 <51>
森下仁政 饰演
瑞樹的父亲。完全接受瑞树是同性恋。
相川明美 <49>
宙本奈奈 饰演
瑞樹的母亲。和正男一样，她完全接受瑞树是同性恋。
相川奈奈 <22>
川又安奈 ( STU48 ) 饰演
瑞樹的妹妹。起初，亮介的父母误以为她是亮介的结婚对象。
中野瑠璃 <27>
金泽美穗 饰演
亮介的儿时玩伴。参加亮介和瑞树的婚礼。
八岛宏樹<31>
永野宗典 饰演
婚礼策划师、婚禮主持。负责亮介和瑞树的婚礼。亮介在婚禮前的坦白让他脸色煞白，但還是很努力想讓婚禮順利完成。
夏目隼人 <24>
小笠原海（超特急） 饰演
瑞樹的前男友。参加亮介和瑞树的婚礼。

## 製作人員
- 劇本——中村允俊
- 音乐——秋田兼幸
- 主题曲——osage "One Phrase" (murffin Lab./murffin discs)
- 导演——田中耕司
- 制作人——萩原隆
- 制作/写作——關西電視台

## 備註
1. ↑  . フジテレビュー!!. 2022-03-12  [2022-05-19]. （原始内容存档于2023-06-17）.

## 外部連結
- 官方网站 （页面存档备份，存于）
  - 我和他都是新郎。的X（前Twitter）
  - 我和他都是新郎。的Instagram帳戶